# Жадность (фильм, 2019)
«Жадность» (англ. Greed) — британская кинокомедия Майкла Уинтерботтома, выпущенная в 2019 году. Производство компаний: Film4, Sony Pictures International Productions.
Премьера фильма состоялась на Международном кинофестивале в Торонто в 2019 году.

## Сюжет
В фильме в нелинейной форме рассказывается о жизни сэра Ричарда Маккриди, миллиардера и модного магната. После недавнего выступления на правительственном расследовании финансовых и этических нарушений в индустрии моды Маккриди решил опубликовать свои воспоминания и нанял Ника, неуклюжего журналиста, чтобы тот написал их для него. Изучение Ником биографии Маккриди приводит к появлению воспоминаний о том, как он прошел путь от относительно скромных (хотя все еще богатых и привилегированных) обстоятельств в качестве отверженного и бунтующего ученика в неназванной британской государственной школе до его становления в 1970-х и 1980-х годах в качестве влиятельного торговца модной одеждой с большой улицы и до правительственных слушаний. Становится ясно, что, несмотря на самовосприятие Маккриди как непримиримого и проницательного бизнесмена с многочисленными друзьями-знаменитостями, большая часть его богатства на самом деле основана на безжалостной эксплуатации и финансовой коррупции, включая использование потогонных цехов в Юго-Восточной Азии для производства своих модных линий одежды, уклонение от налогов, раздел активов и подобные этически сомнительные финансовые операции.

## В ролях
- Стив Куган — сэр Ричард Маккриди
- Айла Фишер — Саманта, леди Маккриди
- Дэвид Митчелл — Ник Моррис
- Эйса Баттерфилд — Финн Маккриди
- Софи Куксон — Лили, леди Маккриди
- Ширли Хендерсон
- Стивен Фрай
- Мэтт Бентли — Адриан Маккриди
- Асим Чаудри
- Сара Солемани
- Джейми Блэкли
- Пёрл Маки — Кэти
- Шанина Шайк
- Джонни Свит
- Манолис Эммануэль — Деметриус
- Кристоф де Шуази — Франсуа
- Олли Локк
- Динита Гохил — Аманда
- Гарри Тайлер — Адриан Маккриди (в молодости)
- Бен Хики — Фин (в молодости)

## Производство
В ноябре 2016 года было объявлено, что кинокомпания Fox Searchlight хочет приобрести права на дистрибуцию фильма, режиссером назначен Майкл Уинтерботтом, а главную роль исполнит Саша Барон Коэн.
О дальнейшей работе над фильмом ничего не сообщалось до сентября 2018 года, когда главную роль получил Стив Куган (заменивший Барона Коэна). Дэвид Митчелл и Айла Фишер также вошли в актёрский состав.
В декабре 2018 года стало известно об окончании съёмок. В актёрский состав вошли Софи Куксон, Ширли Хендерсон, Эйса Баттерфилд и Стивен Фрай.

## Релиз
Премьера фильма состоялась на Международном кинофестивале в Торонто в 2019 году.

## Восприятие
На сайте Rotten Tomatoes фильм имеет рейтинг 48 % основанный на 132 отзывах, со средней оценкой 5.51/10. Консенсус критиков гласит: «Жадность редко бьёт так сильно, как должна, но юмор и хорошо подобранный актёрский состав делают эту однопроцентную сатиру развлекательной».